# 대한민국-에스토니아 관계
대한민국과 에스토니아는 1991년 10월 17일에 수교하였다. 2021년 양국은 수교 30주년을 맞이하였다.

## 교류

### 수교
대한민국은 소련과 1990년 9월 30일 정식 수교에 이르렀으나, 1년도 채 되지 않은 1991년 8월부터 소련의 붕괴가 본격화되었다. 특히 발트3국은 소비에트 연방에서 탈퇴한 첫 국가 중 하나로, 에스토니아는 1991년 8월 20일 독립을 선언하였다. 대한민국은 9월 6일 에스토니아를 비롯한 발트3국을 독립국으로 승인하였으며, 노태우 대통령은 루텔 최고회의의장에게 독립 축전을 보냈다.
이후 양국은 조속한 외교관계 수립을 추진하였으며, 1991년 10월 17일 (현지시각) 한탁채 외무부 본부대사를 대표로 한 발트3국 수교사절단이 에스토니아 탈린을 방문해 메리 외무장관과 회담을 갖고 수교의정서에 서명하면서 공식 관계가 수립됐다. 당시 에스토니아는 나머지 발트 국가가 9월에 북한과 수교한 것과는 달리 북한의 정치상황을 이유로 수교 제의를 거절하였고, 대한민국과의 단독 수교로 이어지게 되었다.
1993년 9월 22일에는 정부수장으로는 처음으로 마르트 라르 에스토니아 총리가 방한하였다. 당시 라르 총리는 아돌파스 슐레제비추스 리투아니아 총리, 발디스 비르카우스 라트비아 총리와 함께 대전엑스포 조직위 초청으로 방한하였으며, 발트3국 국가의 날 행사에 참석하였다.

### 21세기
2018년 2월, 에스토니아 정상으로는 처음으로 케르스티 칼률라이드 대통령이 평창동계올림픽 개막식 참석차 방한하였다. 칼률라이드 대통령은 문재인 대통령과의 정상회담에서 디지털 분야 협력과 대북정책 협력 방안 등을 논의하였다.
2018년 6월, 에스토니아 군사조달청은 한국으로부터 K9 자주포 12문과 부품들을 수입하고 훈련 및 정비를 제공받기로 합의했다. 계약금은 4600만 유로에 달한다. 2020년 8월에는 양국 국방장관 간의 전화회담을 통해, 에스토니아 측이 K9 자주포 6문을 추가 도입하기로 계약하였다.
2018년 10월, 케르스티 칼률라이드 대통령이 세계지식포럼 참석차 방한, 기조연설에서 에스토니아의 디지털 국가 전략을 소개하였다. 또 서울시청을 방문해 박원순 시장으로부터 서울특별시 명예시민증을 수여받았다.
2020년 4월 8일, 문재인 대통령과 칼률라이드 대통령이 전화통화를 가졌다. 칼률라이드 대통령은 "한국의 성공적인 코로나19 대응 과정을 예의주시하고 있다"며, 한국산 진단키트 장비의 지속적인 공급을 요청했다. 문재인 대통령은 이에 화답하며 바이오 의약과 디지털 경제에 역점을 둔 활발한 협력을 희망하였다.
2021년 10월 15일, 수교 30주년을 맞이하여 양국 정상이 축하 서한을 교환했다. 대한민국의 문재인 대통령은 수교 이래 정치, 경제, 문화 등 다양한 분야에서 긴밀한 협력관계를 발전시켜 왔다고 평가했으며, 에스토니아의 케르스티 칼률라이드 대통령은 첨단산업, 핀테크 분야의 협력 강화를 희망하는 동시에 주한대사관 개설이 양국 관계 심화를 촉진할 것이라고 기대감을 드러냈다. 이에 앞서 9월에는 주핀란드 한국대사관의 주최로 수교 30주년 기념 한국 전통춤 공연이 치러졌으며 아르놀드 뤼텔 전 대통령, 미하일 콜바르트 탈린시장 등이 참석했다.
에스토니아 정부는 2020년 12월에 주한 에스토니아 대사관을 개설하였으며, 대한민국은 2024년 10월에 주에스토니아 대한민국 대사관을 개설하였다. 공관 개설 이전까지 에스토니아는 주일본 에스토니아 대사관에서 대한민국 관련 외교 업무를 담당하였고, 대한민국 정부에서는 주핀란드 대한민국 대사관에서 에스토니아 관련 외교 업무를 담당했었다.

## 문화
에스토니아는 솅겐 조약에 근거하여 대한민국에 90일간 무비자 체류 정책을 취하고 있다. 2000년대에는 무비자 정책을 악용하여 위조여권으로 한국인을 사칭하는 중국인을 구분하기 위해, 한국인임을 입증하는 필기시험을 치르도록 했다고 알려져 있다. 2005년 조선일보는 이러한 시험이 러시아 국경에서 진행되며, A4용지에 4지선다형으로 '한국에 있는 산이 아닌 것은?', '인순이가 종사하는 업종은?', '선동열의 직업은?' 하는 식이었다고 밝히고 있다.
하지만 2021년 기준으로 이러한 입국 시험을 치르지 않는다는 보도도 있다. 국민일보의 취재에 따르면, 주한 에스토니아 대사관 측은 최근 에스토니아 입국시 그런 질문을 한 사례는 없었으며, 특히 대부분 한국인 관광객이 솅겐 조약 가입국으로서 입국심사가 적용되지 않는 핀란드 국경 쪽으로 입국하기에 "도시 전설로 생각한다"는 입장을 밝혔다. 다만, 비록 보고받은 바는 없으나, 국경 수비대가 재량껏 입국자의 제시 서류에 대해 개별적으로 확인할 수는 있겠다는 입장을 밝혔다.
2015년에는 수도 탈린에 세종학당이 개설되어, 에스토니아의 한국어와 한국 문화 관심자들을 대상으로 학급을 편성하고 있다. 탈린 세종학당은 에스토니아 주재 한국 대사관이 없는 지금 시점에서 에스토니아 유일의 한국 교류 기관으로 남아 있다. 또 북유럽 최초로 한국어와 한국 문화 교류, 한국과의 산업교류를 전수하는 교육기관인 탈린 대학교와 협력하고 있다.
에스토니아에는 100여명의 고려인이 거주하고 있다. 1937년 소련 강제이주 후 2차대전이 벌어진 뒤 탈린을 중심으로 정착, 한때 500명에 이르렀던 에스토니아 고려인들은 에스토니아 독립 직후 무국적자가 되었고, 에스토니아 정부가 시민권을 얻으려는 러시아어 화자에게 에스토니아어 시험을 요구하면서 큰 고비를 겪었다. 에스토니아어를 하지 못하면 공직을 맡을 수 없기 때문에 대부분의 고려인이 자영업으로 전환하고, 자식의 출세와 교육 문제에 직접적인 타격을 받았기 때문이다. 이 때문에 독립 후 2000년 즈음해서는 에스토니아 고려인 중 절반이 연해주와 우크라이나, 대한민국 등으로 이주하면서, 남아있는 고려인은 200명 남짓으로 집계되었다. 에스토니아 고려인 중 가장 유명한 사람으로는 고려인 3세 출신이자 소수민족 최초의 시장이 된 미하일 콜바트 탈린 시장이 꼽힌다.

## 같이 보기
- 주한 에스토니아 대사관
- 주에스토니아 대한민국 대사관